# Друбијаљио-Гранђа (Торино)
Друбијаљио-Гранђа је насеље у Италији у округу Торино, региону Пијемонт.
Према процени из 2011. у насељу је живело 1966 становника. Насеље се налази на надморској висини од 339 м.